# LEB Be 4/8 (31-36)
De Be 4/8 is een elektrisch treinstel bestemd voor het regionaal personenvervoer van de Chemin de fer Lausanne-Echallens-Bercher (LEB).

## Geschiedenis
Het treinstel werd door ontwikkeld en gebouwd door Vevey Technologies ter vervanging van onder meer oudere type treinen.

## Constructie en techniek
Het treinstel bestaat uit een motorwagen met een stuurstand. Deze motorwagen is permanent gekoppeld met een stuurstandrijtuig voorzien van een stuurstand. Deze treinstellen kunnen tot drie stuks gecombineerd rijden.

## Treindiensten
De treinen worden door de Chemin de fer Lausanne-Echallens-Bercher (LEB) ingezet op het traject:
- Lausanne - Bercher

## Foto's

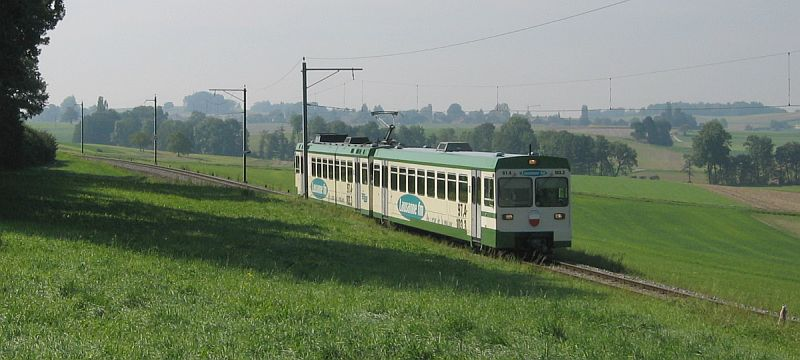
LEB Be 4/4 op 23 september 2005 bij Bercher
LEB Be 4/4 op 9 oktober 2000 in stationLausanne-Flon